# أسديات الأرق
أسديات الأرق (الاسم العلمي: Hemerobiidae)، فصيلة حشرات من رتبة عرقيات الأجنحة وتُعرف باسم شبيكيات الأجنحة البنية،
وتضم حوالي 500 نوع ضمن 28 جنساً. معظمها ذات ألوان صفراء مائله إلى البني الداكن، وبعض الأنواع خضراء. إنها حشرات صغيرة؛ يتراوح طول أجنحتها (معظمها) 4-10 مم (بعضها يصل إلى 18 مم).